# Vespa unicolor
Vespa unicolor är en getingart som beskrevs av Licht 1796. Vespa unicolor ingår i släktet bålgetingar, och familjen getingar. Inga underarter finns listade i Catalogue of Life.